# Підломськ
Підло́мськ (рос. Подломск) — присілок у складі Томського району Томської області, Росія. Входить до складу Турунтаєвського сільського поселення.

## Населення
Населення — 253 особи (2010; 310 у 2002).
Національний склад (станом на 2002 рік):
- росіяни — 90 %